# گرد کندوانه (تپه قبرستان)
گرد کندوانه (تپه قبرستان) مربوط به عصر مس است و در حومه اشنویه واقع شده و این اثر در تاریخ ۱ آذر ۱۳۴۴ با شمارهٔ ثبت ۴۷۳ به‌عنوان یکی از آثار ملی ایران به ثبت رسیده است.